# 桑折駅
桑折駅（こおりえき）は、福島県伊達郡桑折町大字南半田にある、東日本旅客鉄道（JR東日本）東北本線の駅である。

## 歴史
- 1887年（明治20年）12月15日：開業[3]。伊達郡内の駅では最も早く開業した。
- 1978年（昭和53年）9月10日：貨物の取り扱いを廃止[3]。
- 1984年（昭和59年）2月1日：荷物の扱いを廃止[3]。
- 1987年（昭和62年）4月1日：国鉄の分割民営化により、東日本旅客鉄道の駅となる[3]。
- 2009年（平成21年）3月14日：ICカード「Suica」の利用が可能となる[4]。
- 2024年（令和6年）10月1日：えきねっとQチケのサービスを開始[1][5]。

## 駅構造
単式ホーム2面2線と木造駅舎を持つ地上駅である。かつては単式ホーム1面1線と島式ホーム1面2線、計2面3線のホームを持つ地上駅であったが、中線は横取線となったため、フェンスで閉鎖されている。互いのホームは跨線橋で連絡している。1番線ホームに接して駅舎がある。
福島統括センター（福島駅）が管理し、JR東日本東北総合サービスが受託する業務委託駅である。構内には自動券売機、簡易Suica改札機、ステーションギャラリーピーチプラザがある。

### のりば
| 番線 | 路線      | 方向 | 行先                 |
| ---- | --------- | ---- | -------------------- |
| 1    | ■東北本線 | 上り | 福島・郡山・黒磯方面 |
| 2    | ■東北本線 | 下り | 白石・岩沼・仙台方面 |

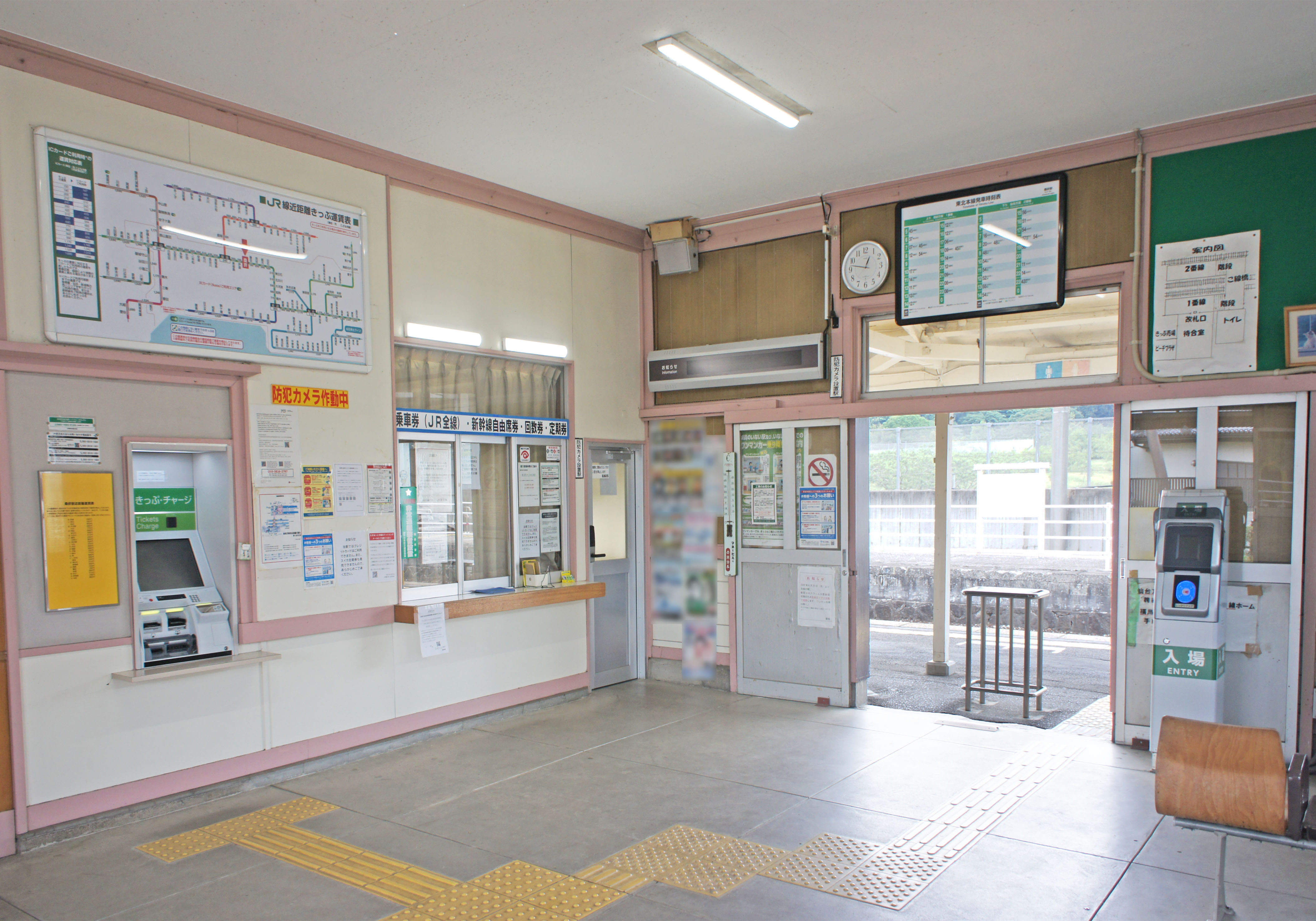
改札口（2022年5月）
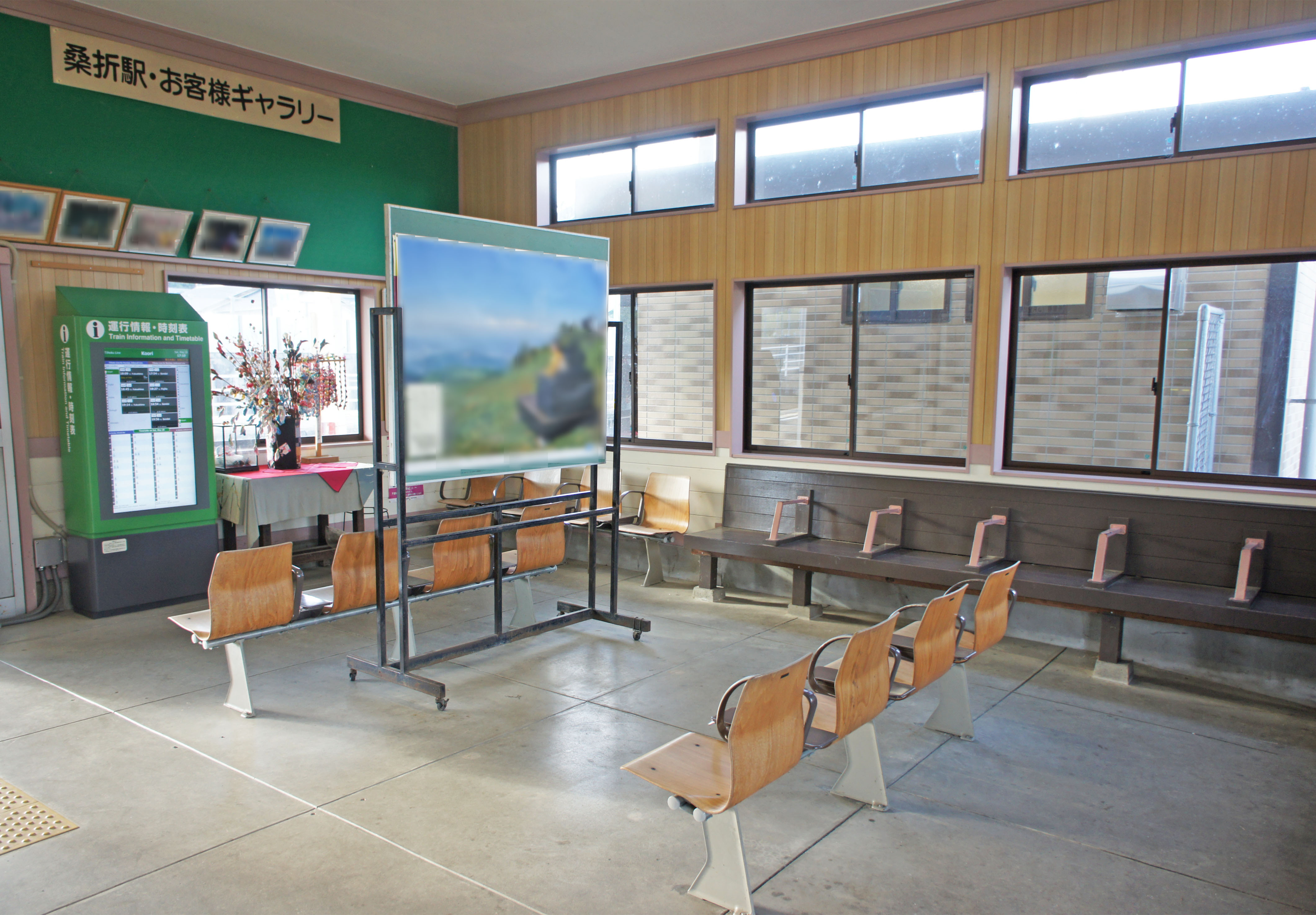
待合室（2022年5月）
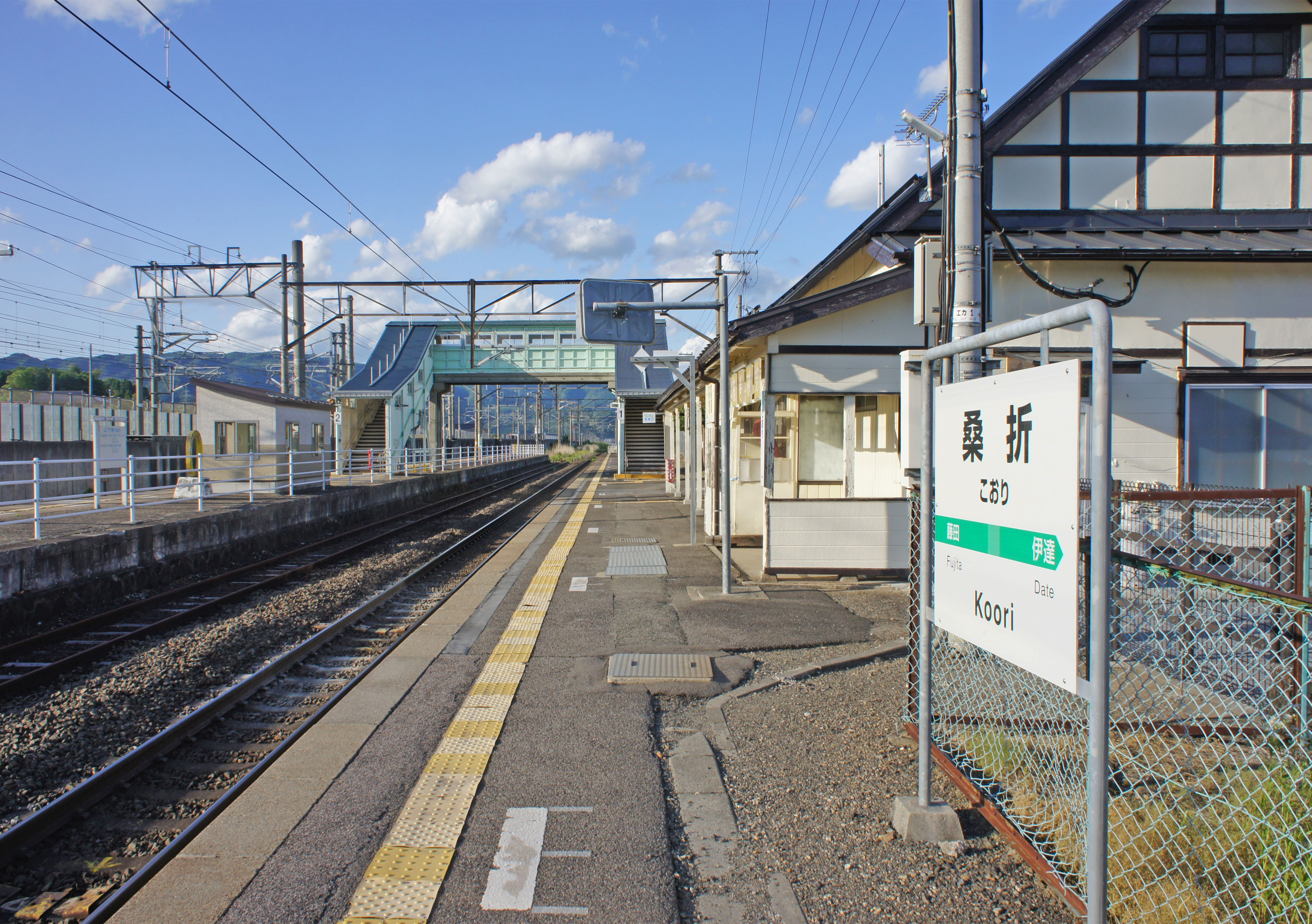
1番線ホーム（2022年5月）
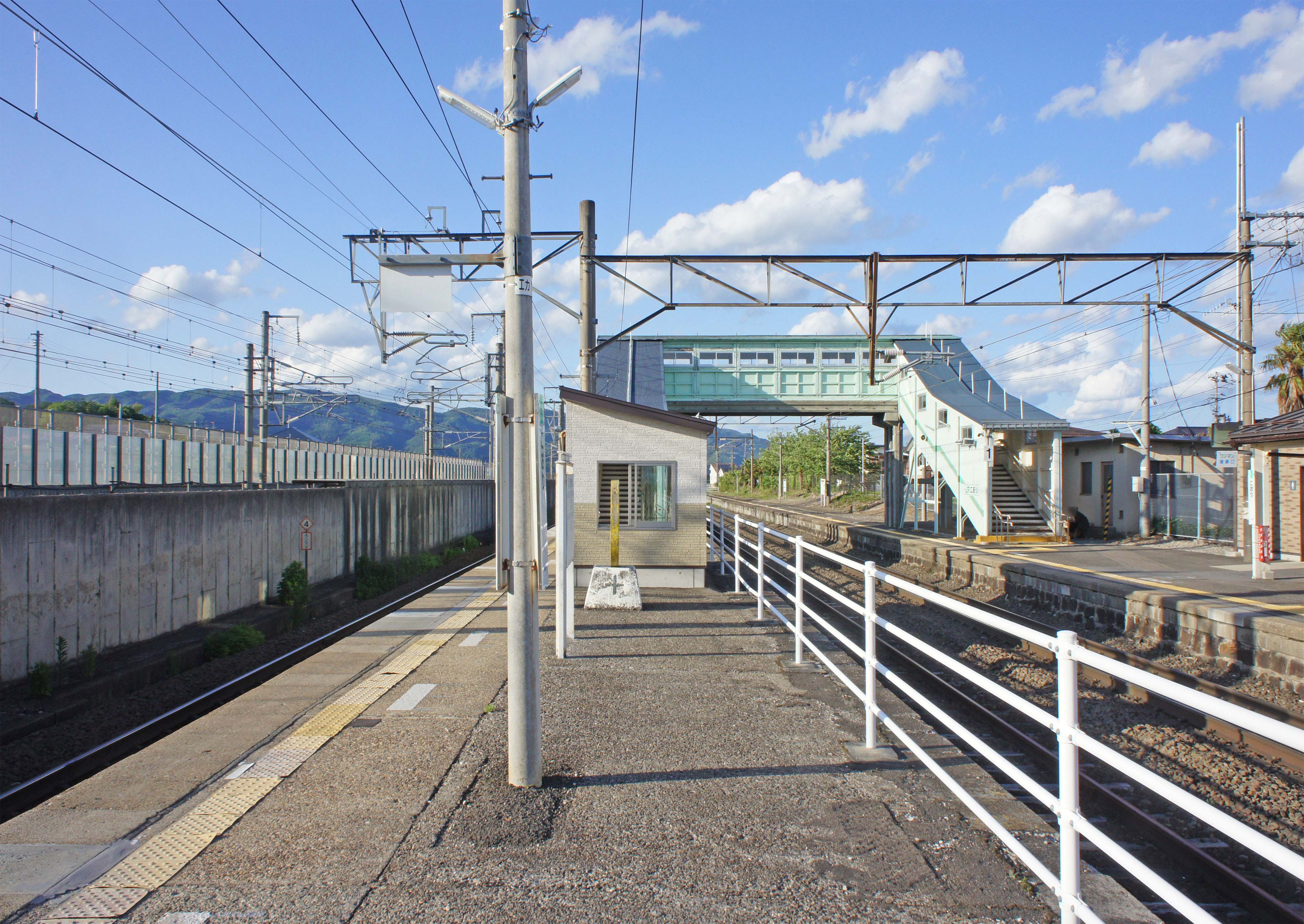
2番線ホーム（2022年5月）

## 利用状況
JR東日本によると、2023年度（令和5年度）の1日平均乗車人員は518人である。
2000年度（平成12年度）以降の推移は以下の通りである。
| 1日平均乗車人員推移 | 1日平均乗車人員推移 | 1日平均乗車人員推移 | 1日平均乗車人員推移 | 1日平均乗車人員推移 |
| 年度                | 定期外              | 定期                | 合計                | 出典                |
| ------------------- | ------------------- | ------------------- | ------------------- | ------------------- |
| 2000年（平成12年）  |                     |                     | 777                 | [ 利用客数 2 ]      |
| 2001年（平成13年）  |                     |                     | 789                 | [ 利用客数 3 ]      |
| 2002年（平成14年）  |                     |                     | 801                 | [ 利用客数 4 ]      |
| 2003年（平成15年）  |                     |                     | 765                 | [ 利用客数 5 ]      |
| 2004年（平成16年）  |                     |                     | 757                 | [ 利用客数 6 ]      |
| 2005年（平成17年）  |                     |                     | 752                 | [ 利用客数 7 ]      |
| 2006年（平成18年）  |                     |                     | 733                 | [ 利用客数 8 ]      |
| 2007年（平成19年）  |                     |                     | 710                 | [ 利用客数 9 ]      |
| 2008年（平成20年）  |                     |                     | 681                 | [ 利用客数 10 ]     |
| 2009年（平成21年）  |                     |                     | 675                 | [ 利用客数 11 ]     |
| 2010年（平成22年）  |                     |                     | 652                 | [ 利用客数 12 ]     |
| 2011年（平成23年）  |                     |                     | 643                 | [ 利用客数 13 ]     |
| 2012年（平成24年）  | 182                 | 474                 | 657                 | [ 利用客数 14 ]     |
| 2013年（平成25年）  | 191                 | 504                 | 695                 | [ 利用客数 15 ]     |
| 2014年（平成26年）  | 179                 | 477                 | 657                 | [ 利用客数 16 ]     |
| 2015年（平成27年）  | 181                 | 500                 | 682                 | [ 利用客数 17 ]     |
| 2016年（平成28年）  | 171                 | 459                 | 631                 | [ 利用客数 18 ]     |
| 2017年（平成29年）  | 168                 | 471                 | 640                 | [ 利用客数 19 ]     |
| 2018年（平成30年）  | 171                 | 459                 | 631                 | [ 利用客数 20 ]     |
| 2019年（令和元年）  | 161                 | 460                 | 621                 | [ 利用客数 21 ]     |
| 2020年（令和02年）  | 90                  | 397                 | 488                 | [ 利用客数 22 ]     |
| 2021年（令和03年）  | 92                  | 391                 | 483                 | [ 利用客数 23 ]     |
| 2022年（令和04年）  | 113                 | 380                 | 494                 | [ 利用客数 24 ]     |
| 2023年（令和05年）  | 132                 | 386                 | 518                 | [ 利用客数 1 ]      |

## 駅周辺
東北新幹線が東北本線と並行して地上を走行している。
- リカーショップ旭屋
- しのぶ写真店
- まつもとクリニック
- 保原薬局桑折店
- 桑折町保健福祉センター「やすらぎ園」
- 福島北警察署桑折分庁舎（旧・桑折警察署）
- 桑折郵便局
- 伊達地方消防組合中央消防署西分署
- 桑折町役場
- 桑折西山城跡
- 福島県道123号保原伊達崎桑折線
- 福島県道353号国見福島線
- 国道4号

## バス路線
福島交通（福島支社）が運行する路線バスが発着する。
桑折駅前
- 福島駅東口行き
- 直通：医大行き

桑折駅入口
- 福島駅東口行き
- 直通：医大行き
- 小坂行き
- 国見役場行き

## 隣の駅
東日本旅客鉄道（JR東日本）
■東北本線
伊達駅 - 桑折駅 - 藤田駅

### 記事本文
1. 1 2 3 4  “駅の情報（桑折駅）：JR東日本”.   東日本旅客鉄道. 2024年8月25日時点のオリジナルよりアーカイブ。2024年11月11日閲覧。
2. 1 2  『週刊 JR全駅・全車両基地』 13号 仙台駅・船岡駅・松島海岸駅ほか70駅、朝日新聞出版〈週刊朝日百科〉、2012年11月4日、23頁。
3. 1 2 3 4  石野哲 編『停車場変遷大事典 国鉄・JR編 II』（初版）JTB、1998年10月1日、402頁。ISBN 978-4-533-02980-6。
4. ↑  『Suicaをご利用いただけるエリアが広がります。』（PDF）（プレスリリース）東日本旅客鉄道、2008年12月22日。オリジナルの2020年5月24日時点におけるアーカイブ。2020年5月25日閲覧。
5. ↑  『Suicaエリア外もチケットレスで! 東北エリアから「えきねっとQチケ」がはじまります』（PDF）（プレスリリース）東日本旅客鉄道、2024年7月11日。オリジナルの2024年7月11日時点におけるアーカイブ。2024年8月1日閲覧。
6. 1 2  “JR東日本：駅構内図・バリアフリー情報（桑折駅）”.   東日本旅客鉄道. 2024年11月11日閲覧。
7. ↑  「桑折町都市再生整備計画に基づく桑折駅北広場整備事業完了 完成祝い、「桑折駅北側公園」開園式開催」『広報こおり』桑折町、2013年8月7日、11面。オリジナルの2022年8月20日時点におけるアーカイブ。2022年8月20日閲覧。

### 利用状況
1. 1 2  “各駅の乗車人員（2023年度）”.   東日本旅客鉄道. 2024年7月22日閲覧。
2. ↑  “各駅の乗車人員（2000年度）”.   東日本旅客鉄道. 2019年2月11日閲覧。
3. ↑  “各駅の乗車人員（2001年度）”.   東日本旅客鉄道. 2019年2月11日閲覧。
4. ↑  “各駅の乗車人員（2002年度）”.   東日本旅客鉄道. 2019年2月11日閲覧。
5. ↑  “各駅の乗車人員（2003年度）”.   東日本旅客鉄道. 2019年2月11日閲覧。
6. ↑  “各駅の乗車人員（2004年度）”.   東日本旅客鉄道. 2019年2月11日閲覧。
7. ↑  “各駅の乗車人員（2005年度）”.   東日本旅客鉄道. 2019年2月11日閲覧。
8. ↑  “各駅の乗車人員（2006年度）”.   東日本旅客鉄道. 2019年2月11日閲覧。
9. ↑  “各駅の乗車人員（2007年度）”.   東日本旅客鉄道. 2019年2月11日閲覧。
10. ↑  “各駅の乗車人員（2008年度）”.   東日本旅客鉄道. 2019年2月11日閲覧。
11. ↑  “各駅の乗車人員（2009年度）”.   東日本旅客鉄道. 2019年2月11日閲覧。
12. ↑  “各駅の乗車人員（2010年度）”.   東日本旅客鉄道. 2019年2月11日閲覧。
13. ↑  “各駅の乗車人員（2011年度）”.   東日本旅客鉄道. 2019年2月11日閲覧。
14. ↑  “各駅の乗車人員（2012年度）”.   東日本旅客鉄道. 2019年2月11日閲覧。
15. ↑  “各駅の乗車人員（2013年度）”.   東日本旅客鉄道. 2019年2月11日閲覧。
16. ↑  “各駅の乗車人員（2014年度）”.   東日本旅客鉄道. 2019年2月11日閲覧。
17. ↑  “各駅の乗車人員（2015年度）”.   東日本旅客鉄道. 2019年2月11日閲覧。
18. ↑  “各駅の乗車人員（2016年度）”.   東日本旅客鉄道. 2019年2月11日閲覧。
19. ↑  “各駅の乗車人員（2017年度）”.   東日本旅客鉄道. 2018年7月6日閲覧。
20. ↑  “各駅の乗車人員（2018年度）”.   東日本旅客鉄道. 2019年7月11日閲覧。
21. ↑  “各駅の乗車人員（2019年度）”.   東日本旅客鉄道. 2020年7月11日閲覧。
22. ↑  “各駅の乗車人員（2020年度）”.   東日本旅客鉄道. 2021年7月22日閲覧。
23. ↑  “各駅の乗車人員（2021年度）”.   東日本旅客鉄道. 2022年8月5日閲覧。
24. ↑  “各駅の乗車人員（2022年度）”.   東日本旅客鉄道. 2023年7月13日閲覧。